# Физики шутят
«Фи́зики шу́тят» — сборник околонаучного юмора, вышедший в Москве в издательстве «Мир» в 1966 году.

## История
Представляет собой перевод заметок из юмористического сборника «Journal of Jocular Physics, Vol. III», вышедшего в 1955 году в Копенгагене к семидесятилетию Нильса Бора, написанного физиками — друзьями и сотрудниками Бора.
В СССР был подготовлен в Обнинске в 1965 году. Составители: Ю. Конобеев, В. Павлинчук, Н. Работнов, В. Турчин.
Все составители сборника были в то время сотрудниками Физико-энергетического института в Обнинске. Инициатором сборника был Валерий Павлинчук, лидером издания — Валентин Турчин. Сборник был запрещён к продаже в Обнинске приказом из Калуги, и обнинские физики покупали его в других городах.
Существуют также переиздания с новыми материалами:
- «Физики продолжают шутить» (Москва, «Мир», 1968 год) — помощь и поддержку при подготовке этого сборника оказывал профессор Я. Смородинский, один из будущих создателей журнала «Квант». Он же написал в сборнике «Обращение к читателям».
- «Физики всё ещё шутят» (1992 год). В последнем переиздании, наряду со старым зарубежным юмором, широко представлены материалы физтеховского фольклора.

## Издания
- Физики шутят. Сборник переводов / Сост.-пер. Ю. Конобеев, В. Павлинчук, Н. Работнов, В. Турчин; Под общей ред. д-ра физ. мат. наук В. Турчина; редактор Л. В. Гессен. . — М.: Издательство «Мир», 1966.
- Физики продолжают шутить. Сборник переводов. / Сост.-пер. Ю. Конобеев, В. Павлинчук, Н. Работнов, В. Турчин. — М.: Издательство «Мир», 1968.
- Физики всё ещё шутят / Сост.-пер. Ю. Конобеев, В. Павлинчук, Н. Работнов, В. Турчин. Под общей ред. д-ра физ. мат. наук В. Турчина. — М.: Макет, 1992.